# キングスビル海軍航空基地
キングスビル海軍航空基地（キングスビルかいぐんこうくうきち、英語: Naval Air Station Kingsville）は、アメリカ合衆国テキサス州のキングスビルに位置する、アメリカ海軍の基地である。訓練部隊の第2訓練航空団が所在している。

## 所在部隊
キングスビル海軍航空基地には、以下の部隊が所在している。
海軍航空訓練コマンド隷下
- 第2訓練航空団（英語版）
  - 第21訓練飛行隊（英語版） - T-45C
  - 第22訓練飛行隊（英語版） - T-45C

アメリカ陸軍予備役隷下
- 第4補給コマンド (遠征)（英語版）
  - 第211地域支援群（英語版）
    - 第319戦闘補給支援大隊
      - 第812補給中隊[3]

テキサス陸軍州兵隷下
- 第176工兵旅団
  - 第111工兵大隊
    - 第454工兵通路啓開中隊[4]